# ستانلي فينك
ستانلي فينك (بالإنجليزية: Stanley Fink)‏ هو سياسي أمريكي، ولد في 6 فبراير 1936، وتوفي في 4 مارس 1997 في بوسطن في الولايات المتحدة. حزبياً، نشط في الحزب الديمقراطي.